# Conselho Presbiteral
Um conselho presbiteral ou conselho de padres  é um grupo de padres escolhidos para auxiliar o ordinário local em uma capacidade consultiva no governo de uma diocese católica romana. O cânon 495 do Código de Direito Canônico estabelece que toda diocese deve ter tal conselho. O conselho trata de assuntos relativos ao bem-estar pastoral do povo de Deus na igreja local. 
Cerca de metade dos membros do conselho são eleitos livremente pelos sacerdotes. Os outros são membros ou por cargo que ocupam ( ex officio ) ou por indicação do bispo. 
Cabe ao bispo decidir quando consultar o conselho, presidir a reunião e determinar a ordem do dia, se os itens a serem incluídos são de sua própria iniciativa ou propostos por algum membro do conselho. 
Em caso de sede vacante, o conselho deixa de existir e as suas funções são assumidas pelo colégio dos consultores. 